# Emmerich Andresen
Adrian Emmerich Andresen, auch Emerich oder Emmrich, (* 20. Februar 1843 in Uetersen, Holstein; † 7. Oktober 1902 in Meißen) war ein deutscher Bildhauer und Porzellangestalter.

## Leben
Der Sohn des 1849 verstorbenen Rektors Andreas Andresen in Uetersen besuchte bis zu seiner Konfirmation die Rektoratsschule seiner Heimatstadt und war von 1859 bis 1863 als Lehrling beim Bildhauer Ernst Gottfried Vivié in Hamburg tätig. Da seine Geburtsstadt damals noch zum dänischen Gesamtstaat gehörte, konnte er seine Ausbildung 1863 mit finanzieller Unterstützung aus Kopenhagen in Dresden fortsetzen. Bis 1868 war er Schüler von Ernst Hähnel in Dresden. 1869 reiste er mit einem preußischen Stipendium nach Italien und besuchte Wien, Triest, Venedig, Florenz, Rom und Neapel. Anschließend fasste er in Dresden dauerhaft Fuß und unterhielt ein Atelier im Haus Blumenstraße 8. Andresen war Vertreter der akademisch-klassizistischen Kunst. 1871 stellte er erstmals erfolgreich auf der Großen Berliner Kunstausstellung aus und erwarb mit seiner Arbeit Gefesselte Psyche die Aufmerksamkeit des Publikums. Die lebensgroße Statue wurde kurz darauf von Kaiser Wilhelm I. gekauft. Eine Zweitfassung schenkte er 1879 dem Thaulow-Museum in Kiel, für das er auch die figürlichen Dekorationen an der Fassade schuf. Zuvor hatte er 1869 für die Fassade der Hamburger Kunsthalle als ein Geschenk des Konsuls L. Laieß die Statue Thorvaldsens geschaffen. Die Marmorstatue „Genius des Ruhms“, die Friedrich Hölderlin gewidmet ist und die er erstmals 1873 auf der Wiener Weltausstellung präsentierte, machte er 1880 der Stadt Tübingen zum Geschenk. An der künstlerischen Ausschmückung der kaiserlichen Yacht Hohenzollern beteiligte er sich mit figürlichen Schmuckelementen. Neben seinem künstlerischen Beruf war Andresen auch in der Dresdener Kommunalpolitik tätig: Von Januar 1884 bis 1887 war er Stadtverordneter und setzte sich in dieser Funktion vor allem für die Förderung der Künste in Dresden ein. Die Enthüllung der von ihm geschaffenen Gutzkow-Büste am 11. Juni 1887 auf dem Georgplatz in Dresden bescherte dem Künstler „mit einem Schlage einen berühmten Namen“. Von 1886 bis 1902 war Andresen Leiter der Bildhauerwerkstätten der Königlichen Porzellanmanufaktur Meißen. 1896 wurde unter seinem Vorsitz der Meißener Dombau-Verein gegründet.
Sein zweiter Sohn war der Schauspieler Hans Andresen.

## Werk (Auswahl)

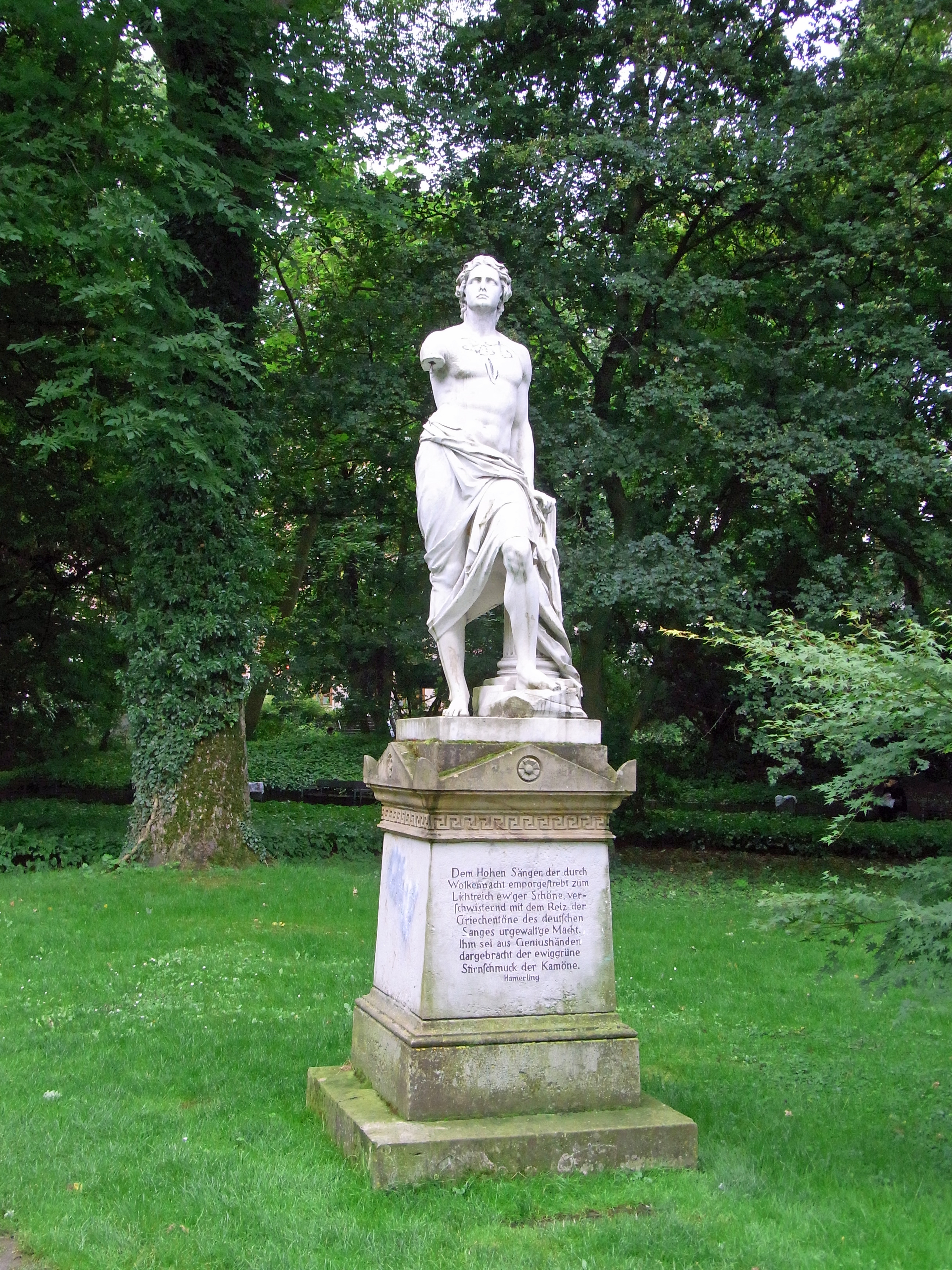
Hölderlin-Denkmal in Tübingen

- 1871: Gefesselte Psyche, ehemals Schloss Berlin
- 1873: Entwurf für ein Uwe Jens Lornsen-Denkmal
- 1879: Zyklus nordischer Götter und Helden für den Hamburger Kaufmann John Koopmann
- 1879: Viergürliche Modell für das Kaiser-Wilhelm-Gymnasium in Hannover
- 1880: Hölderlin-Denkmal im Alten Botanischen Garten in Tübingen, mit der Inschrift einer Hymne von Robert Hamerling[7]
- 1880: Statuette „Onkel Bräsig“
- 1880: Knabe mit Frosch, Springbrunnenfigur
- 1886: Evangelist Johannes, Kalkstein. Martin-Luther-Kirche Dresden
- 1887: Büste des Schriftstellers Karl Gutzkow auf dem Georgplatz in Dresden, an der Kreuzschule
- 1895: Entwurf zur Erneuerung der Türme des Domes in Meißen (gemeinsam mit dem Berliner Architekten Bernhard Sehring)[8]
- 1900: Altarbild der Dorfkirche in Berlin-Weißensee

sowie undatiert
- Denkmal für Johann Friedrich Böttger in Dresden
- Skulpturen „Gerechtigkeit“ und „Güte“ an einem der Dresdner Rathäuser